# Frontinellina dearmata
Frontinellina dearmata är en spindelart som först beskrevs av Kulczynski 1899.  Frontinellina dearmata ingår i släktet Frontinellina och familjen täckvävarspindlar.
Artens utbredningsområde är Madeira. Inga underarter finns listade i Catalogue of Life.